# Johannes Diaconus (Chronist)
Johannes Diaconus (* um 940–945 oder um 965–970; † nach 1018) ist der Verfasser einer der ältesten Chroniken Venedigs, die als Istoria Veneticorum bekannt ist. Früher wurde sie auch Chronicon Venetum oder Chronica Veneta genannt, in älteren Werken auch als Sagornina bezeichnet.

## Leben und Werk

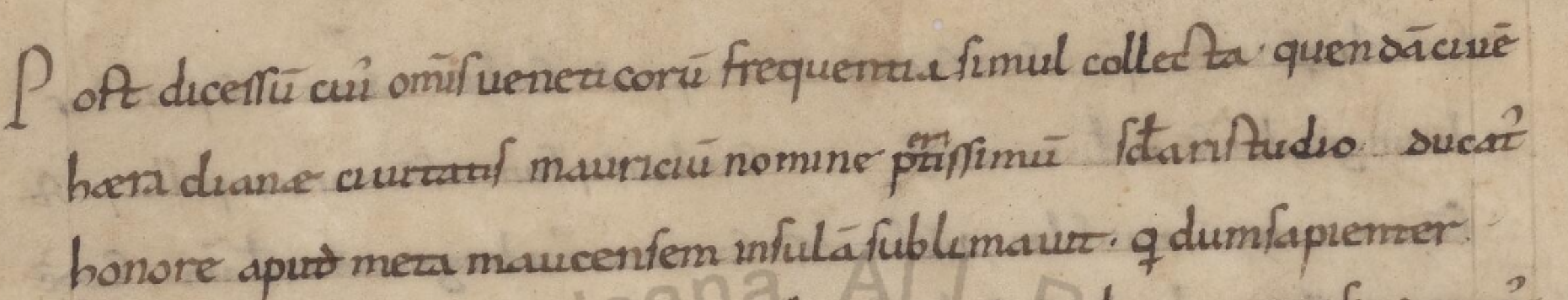
Die ersten drei Zeilen aus der vatikanischen Handschrift Urb.lat. 440 saec. xi, f. 9r, bekannt als Istoria Veneticorum: „Post dicessum cuius omnis Veneticorum frequentia simul collecta quendam civem Heraclianae civitatis, Mauricium nomine, peritissimum seculari studio, ducatus honore apud Metamaucensem insulam sublimavit. Qui dum sapienter“. Dies sind zugleich die ersten Zeilen der Chronik aus der Feder des Johannes Diaconus, von der man bis 2018 glaubte, seine Chronik umfasse auch die Geschichte Venedigs vor 764. Diese gleichfalls bis 2018 Johannes Diaconus zugewiesenen Abschnitte, die die Geschichte vor 764 schildern, stammen aus einer anderen vatikanischen Handschrift, die erst im 13. Jahrhundert entstanden ist. Es handelt sich um die Handschrift Vat. lat. 5269, f. 1r–40v saec. xiii. Darin findet sich eine Chronik, die sehr genau den Text des Johannes integrierte, was wiederum für ein Indiz dafür gehalten worden ist, dass sie in der gleichen Zeit vom selben Autor verfasst, später abgeschrieben worden ist.

Die Chronik ist in den Handschriften zwar ohne den gängigen Titel Istoria Veneticorum und den Namen des Verfassers überliefert, doch da der Verfasser den Dogen Pietro II. Orseolo besonders genau schildert, wird angenommen, dass er in dessen Umkreis tätig war. Johannes Diaconus kannte darüber hinaus Kaiser Otto III. persönlich und taucht vielfach als Gesandter auf. Er organisierte das geheime Treffen zwischen Otto und Pietro in Venedig und er erhielt eine Reihe von Aufträgen für Gesandtschaftsreisen von beiden Herrschern. Am 16. November 1002 bezeichnete ihn König Heinrich II. als Capellanus des Dogen. Wohlinformiertheit und offenbare Nähe zum Dogen und zum Kaiser verleihen seiner Urheberschaft an der Chronik so hohe Wahrscheinlichkeit, dass diese als allgemein anerkannt gilt.
In der Chronik wird ein „Johannes Diaconus“ im Zusammenhang mit dem dritten Treffen Pietro Orseolos und Ottos III. genannt. Johannes – ob nun Diakon oder Angehöriger der Familie Diaconus – ging persönlich nach Pomposa, um den Kaiser auf einem Schiff nach Venedig zu bringen, wo sich die beiden Herrscher im Geheimen berieten. Dieses Geheimtreffen wird in großer Detailtiefe und nur in dieser Chronik berichtet, weshalb davon ausgegangen wird, dass der Unterhändler selbst der Verfasser der Chronik war, denn nur er konnte die zahlreichen Einzelheiten kennen. Einen weiteren Vorgang berichtet gleichfalls ausschließlich Johannes: Als Otto III. sich nach Rom begab, um seinen Verwandten Brun von Kärnten zum Papst (Gregor V.) erheben zu lassen, hielt er sich in Ravenna auf, um den Grafen von Rimini für die Aneignung von Kirchengut zu bestrafen. Während auch dieses keine andere Chronik berichtet, so wird der Vorgang doch durch eine Urkunde Ottos III. vom 6. Mai 996 bestätigt. Auch hieran dürfte Johannes Anteil gehabt haben, denn in einer anderen Urkunde, ebenfalls in Ravenna zu dieser Zeit ausgestellt, wird er gleichfalls genannt, womit sein gleichzeitiger Aufenthalt in der Stadt als nachgewiesen gilt.
In den Quellen taucht Johannes erstmals 995 auf, als er wohl zwischen 25 und 30 Jahre alt war, so eine verbreitete Annahme. Daher erklärt sich demnach seine zunehmende Erzähldichte ab der Herrschaft des Dogen Tribuno Menio (979–991). Luigi Andrea Berto hingegen nimmt an, dass er zwischen 940 und 945 geboren wurde, weil in einer Urkunde einer der Emissäre des Dogen Pietro (IV) Candiano als „diaconus Johannes“ genannt wird. Damit wäre er im Jahr 1018 etwa 75 Jahre alt gewesen. Mit diesem angenommenen höheren Alter könnte sich erklären lassen, dass mit dem Beginn der Herrschaft Pietros im Jahr 991 detailreichere Berichte im Werk erscheinen, die von tieferen Einblicken in die politischen Prozesse und Gepflogenheiten zeugen.
967 war Johannes demnach ein Gesandter Pietro Candianos, 995 fungierte er in dieser Aufgabe auch unter Pietro Orseolo, der einer Familie entstammte, die als Gegnerin der Candiano galt. Möglicherweise folgte Johannes dem Vorbild anderer Familien, die angesichts des Herrschaftsstils der Candiano gleichfalls die Front gewechselt hatten. Dem Aufstand gegen die Candiano und dem Tod des Dogen widmet Johannes folgerichtig mehr Platz.
995 und 1001 wird Johannes als Kaplan und Gesandter des Dogen Pietro Orseolo bei Otto III. genannt, in den Jahren 1002 und 1018 bei Heinrich II.  1018 hielt er sich als Repräsentant der Äbtissin von San Zaccaria in Aachen auf. Von besonderer Bedeutung für unsere Kenntnis von der Person Johannes’ ist ein Dokument aus der Zeit des Orseolo-Dogen, in dem sich ein Hinweis auf eine Geldsumme findet, die Johannes vom Dogen für seine Aufwendungen in Rom erhalten sollte, die vermutlich während eines diplomatischen Aufenthaltes am Tiber entstanden waren, als Otto III. sich dort aufhielt.
Gina Fasoli nahm an, dass Johannes ausschließlich in kirchlichem Interesse schrieb, doch widersprach ihr Berto. Zwar war für Johannes jeder venezianische Sieg ein Sieg Gottes, ein Engel hatte Pietro Orseolo die Geburt eines Sohnes verkündet, und ein Engel hatte den Tod Ottos II. vorhergesagt, womit Johannes sich als parteiischer Geschichtsschreiber erwies, doch lobt er keineswegs ohne Unterlass den Dogen oder verwirft die Leistungen seiner Gegner. Er vertraute darauf, dass eine sachliche Darstellung eher von der Bedeutung des Dogen überzeugen würde. In der Tat stand Venedig auf dem vorläufigen Höhepunkt seiner Macht, denn die Stadt stand mit den Großmächten der Zeit, dem Römisch-deutschen Reich wie dem Byzantinischen Reich auf einer Ebene. Dies könnte auch das abrupte Ende der Chronik erklären, denn nach dem Tod Pietros verlor Venedig diese höchste Machtstellung des Hochmittelalters.
Nirgendwo zitiert Johannes die Heiligen Schriften oder die klassischen Autoren. Daher wurde angenommen, ihm habe die entsprechende Bildung gefehlt, doch könnte sich dies auch daraus erklären, dass er sich mit seinem Werk an Laien wandte. Zudem sei es unwahrscheinlich, wie Berto vermerkt, dass der Kaplan des Dogen die entsprechenden Schriften nicht gekannt haben sollte.
Nach 1018 finden sich in den Quellen keinerlei Hinweise mehr auf Johannes. Weder Ort noch Zeit seines Todes sind bekannt.

## Editionen
Seine Chronik wurde erstmals 1765 von Girolamo Francesco Zanetti herausgegeben, erneut 1890 von Giovanni Monticolo im Rahmen der Fonti per la Storia d’Italia. 1999 erfolgte zuletzt eine Edition durch Luigi Andrea Berto.
- Girolamo Francesco Zanetti (Hrsg.): Chronicon Venetum omnium quae circum feruntur vetustissimum, et Johanni Sagornino vulgo tributum e mss. codice Apostoli Zeno v. cl., Venedig 1765 (Digitalisat).
- Georg Heinrich Pertz (Hrsg.): Chronicon Venetum (= Monumenta Germaniae Historica Scriptores, 7), Hannover 1846, S. 4–38. (Digitalisat)
- La cronaca veneziana del diacono Giovanni, in: Giovanni Monticolo (Hrsg.): Cronache veneziane antichissime (= Fonti per la storia d'Italia [Medio Evo], IX), Rom 1890, S. 59–171.
- Mario Di Biasi (Hrsg.): La cronaca veneziana di Giovanni Diacono. Versione e commento del testo, 2 Bände, Ateneo Veneto, Venedig 1986 und 1988.
- Luigi Andrea Berto (Hrsg.): Giovanni Diacono, Istoria Veneticorum (=Fonti per la Storia dell’Italia medievale. Storici italiani dal Cinquecento al Millecinquecento ad uso delle scuole, 2), Zanichelli, Bologna 1999  (auf Berto basierende Textedition im Archivio della Latinità Italiana del Medioevo (ALIM) der Universität Siena).

## Übersetzungen ins Italienische
- Mario De Biasi: La cronaca veneziana di Giovanni Diacono, Venedig o. J. [1986], S. 15–113.
- Luigi Andrea Berto (Hrsg.): Giovanni Diacono, Istoria Veneticorum Edizione e traduzione (= Fonti per la Storia dell’Italia medievale. Storici italiani dal Cinquecento al Millecinquecento ad uso delle scuole 2), Zanichelli, Bologna 1999.